# Cầu Notre-Dame
Cầu Đức Bà (tiếng Pháp: Pont Notre-Dame) là một cây cầu bắc qua sông Seine ở trung tâm thủ đô Paris của Pháp. Lấy theo tên của Nhà thờ Đức Bà Paris (Notre Dame de Paris), cây cầu này nối liền kè Gesvres trên Île de la Cité với kè Corse ở bờ phải sông Seine. Cầu Đức Bà và Petit-Pont giúp tạo một đường giao thông qua sông Seine cắt ngang Île de la Cité.
| Métro Paris | Bến tàu điện ngầm: Pont Marie |

## Lịch sử
Tại vị trí cầu Đức Bà ngày nay người Paris cổ đã xây dựng cây cầu đầu tiên của thành phố, Grand-Pont (Cầu Lớn). Năm 886, trong thời gian thành phố bị bao vây, cuộc tấn công của những người Normand đã phá huỷ cây cầu, người ta phải thay nó bằng một cây cầu tạm có tên Cầu Planches de Milbray (Pont des Planches de Milbray). Cây cầu mới này đã bị sông Seine cuốn trôi trong trận lũ năm 1406.
Năm 1413, vua Charles VI quyết định xây dựng một cây cầu mới lấy tên là Cầu Đức Bà (Pont Notre-Dame) làm bằng gỗ để nối liền île de la Cité với phố Saint-Martin. Giống như nhiều cây cầu thời bấy giờ, người ta xây dựng khoảng 60 ngôi nhà ở trên cầu. Ngày 28 tháng 10 năm 1499 cầu Đức Bà gốc bị đổ sụp và được thay thế năm 1507 bằng một cây cầu đá 6 nhịp, đây là công trình của kiến trúc sư Jean Joconde. Sau khi xây dựng xong, cầu Đức Bà thứ hai trở thành trung tâm buôn bán tấp nập với mật độ dân cư lớn. Năm 1660, cầu được tu sửa và trang trí lại để chào đón chuyến thăm Paris của con gái vua Tây Ban Nha Felipe IV, Marie-Thérèse của Áo, người sau đó trở thành hoàng hậu Pháp và Navarre, vợ của vua Louis Mặt trời. Năm 1786 theo lệnh của nhà vua, toàn bộ nhà dân trên cầu bị phá huỷ vì khu vực đã trở nên độc hại cho sức khoẻ người dân thành phố.
Năm 1853 cầu được xây dựng lại trên nền cũ, lần này là một cầu gạch có 5 nhịp, các trụ cầu được trang trí bằng những hình đầu cừu đực khắc trên đá. Sau khi hoàn thành, tai nạn đường thủy thường xuyên xảy ra ở vị trí cầu Đức Bà thứ ba, ít nhất là 35 vụ trong khoảng thời gian từ 1891 đến 1910, vì vậy cầu còn có tên là Cầu Ác quỷ (Pont du Diable). Cuối cùng người ta quyết định thay thế nó bằng một cây cầu Đức Bà thứ tư chỉ có một nhịp duy nhất bằng sắt, giúp giao thông đường thủy dễ dàng hơn. Đây là công trình của kiến trúc sư nổi tiếng Jean Résal, người đã tham gia thiết kế cầu Mirabeau và cầu Alexandre-III. Cầu Đức Bà mới được tổng thống Pháp Raymond Poincaré cắt băng khánh thành năm 1919. Đây là cây cầu vẫn còn tồn tại đến ngày nay.

## Cây cầu trong nghệ thuật
- Năm 1756, họa sĩ Nicolas-Jean-Baptiste Raguenet đã vẽ bức tranh "La joute de mariniers entre le pont Notre-Dame et le Pont-au-Change" cho thấy sự tấp nập của cây cầu kinh doanh này.
- Năm 1856, họa sĩ Charles Meryon đã vẽ bức tranh "L'Arche du pont Notre-Dame" ("Vòm cầu Đức Bà").

## Hình ảnh

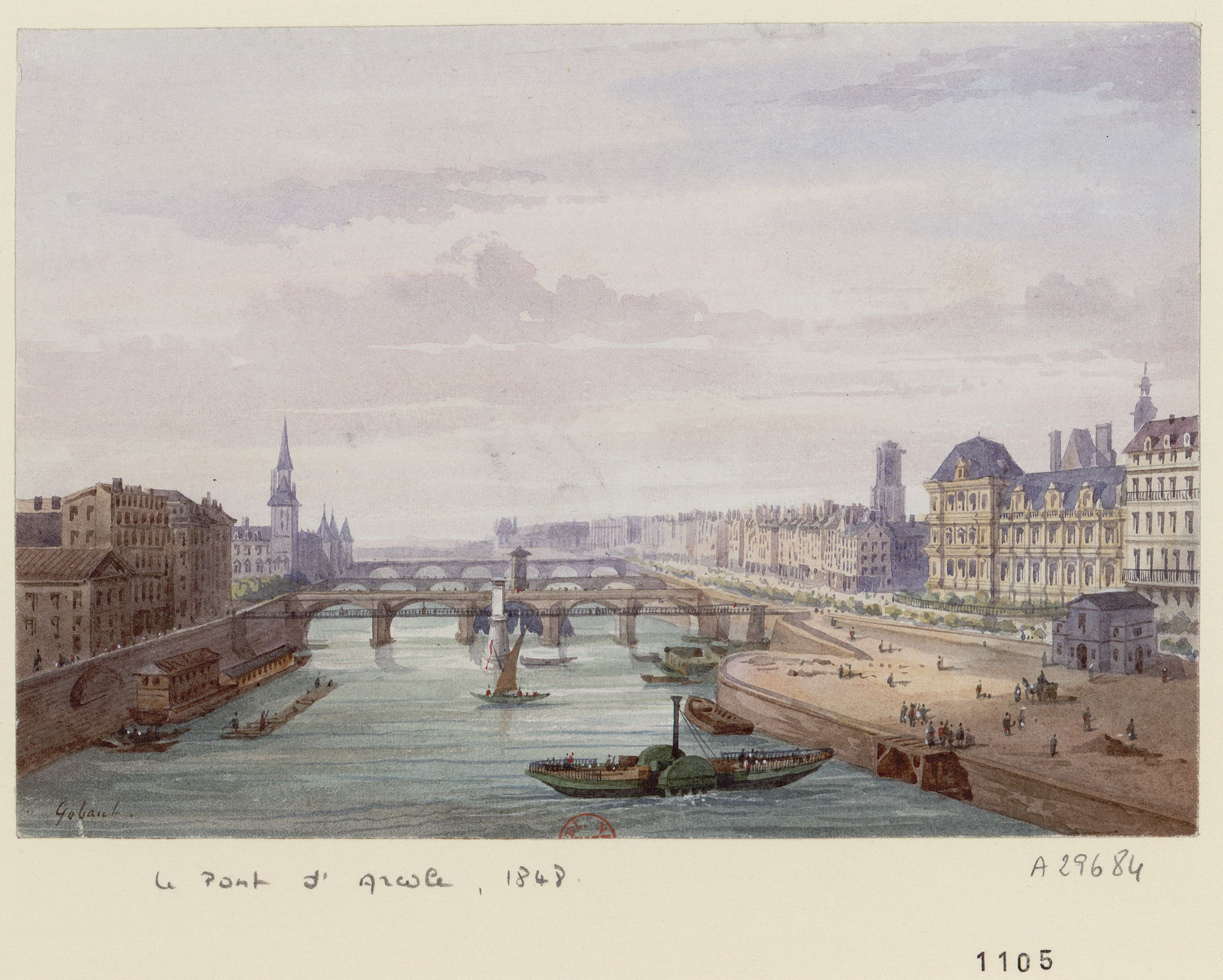
Cầu Đức Bà 5 nhịp, phía sau cầu Arcole
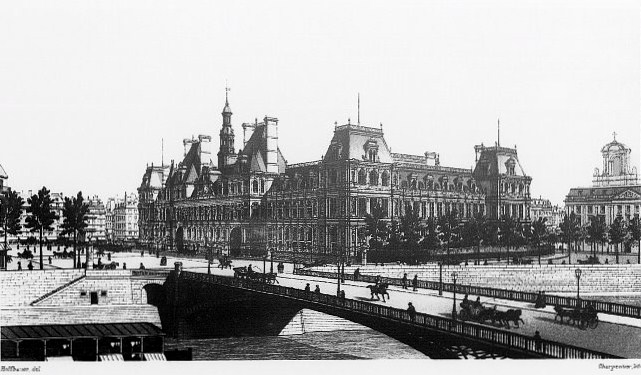
Cầu vào đầu thế kỷ 20
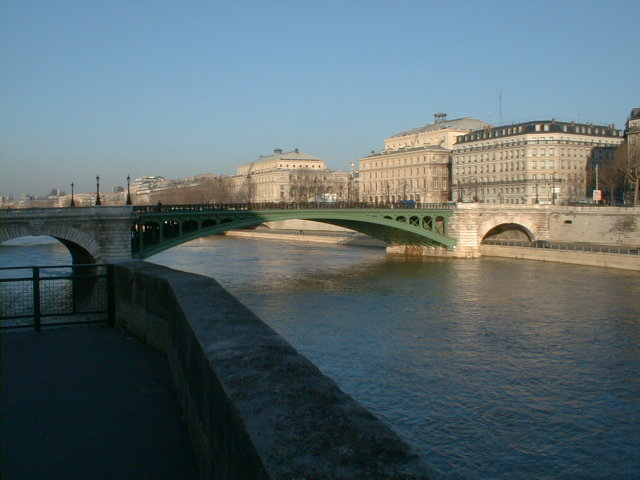
Cầu hiện nay